# Presidenti della Provincia di Napoli
Elenco dei presidenti dell'amministrazione provinciale di Napoli.

## Regno di Napoli (1806-1815)

### Regno di Napoli napoleonide (1806-1808)

#### Presidenti del Consiglio provinciale (1806-1808)
Elenco dei presidenti del Consiglio provinciale di Napoli.
| Nº | Nº | Ritratto | Nome                               | Mandato       | Mandato | Partito |
| Nº | Nº | Ritratto | Nome                               | Inizio        | Fine    | Partito |
| -- | -- | -------- | ---------------------------------- | ------------- | ------- | ------- |
|    |    |          | ???                                | 8 agosto 1806 | 1808    |         |
|    |    |          | Andrea Coppola VII Duca di Canzano | 1808          | 1808    |         |
|    |    |          | ??? Gaudioso Duca di Sant'Isidoro  | 1808          | 1808    |         |

### Regno delle Due Sicilie napoleonide (1808-1815)

#### Presidenti del Consiglio provinciale (1808-1815)
Elenco dei presidenti del Consiglio provinciale di Napoli.
| Nº | Nº | Ritratto | Nome                              | Mandato | Mandato | Partito |
| Nº | Nº | Ritratto | Nome                              | Inizio  | Fine    | Partito |
| -- | -- | -------- | --------------------------------- | ------- | ------- | ------- |
|    |    |          | ??? Gaudioso Duca di Sant'Isidoro | 1808    | 1809    |         |
|    |    |          | ???                               | 1809    | 1815    |         |

## Regno di Napoli borbonico (1815-1816)

### Presidenti del Consiglio provinciale (1815-1816)
Elenco dei presidenti del Consiglio provinciale di Napoli.
| Nº | Nº | Ritratto | Nome | Mandato | Mandato | Partito |
| Nº | Nº | Ritratto | Nome | Inizio  | Fine    | Partito |
| -- | -- | -------- | ---- | ------- | ------- | ------- |
|    |    |          | ???  | 1815    | 1816    |         |

## Regno delle Due Sicilie borbonico (1816-1861)

### Intendenti della Provincia di Napoli (1816-1861)
Elenco degli intendenti della Provincia di Napoli.
| Nº | Nº | Ritratto | Nome                                                           | Mandato        | Mandato          | Partito    |
| Nº | Nº | Ritratto | Nome                                                           | Inizio         | Fine             | Partito    |
| -- | -- | -------- | -------------------------------------------------------------- | -------------- | ---------------- | ---------- |
|    |    |          | ???                                                            | 1816           | 1825             |            |
|    |    |          | Francesco Cattaneo IV Principe di San Nicandro                 | 1825           | 1825             |            |
|    |    |          | Giovanni de Jorio II Marchese e Barone                         | 1825           | 1826             |            |
|    |    |          | Carlo Filangieri VI Principe di Satriano                       | 1826           | 1827             | Murattiani |
|    |    |          | Giovanni Agostino Serra VIII Principe di Gerace                | 1827           | 1828             |            |
|    |    |          | Ferdinando d'Avalos XII Marchese del Vasto                     | 1828           | 1829             |            |
|    |    |          | Nicola Maresca Donnorso III Duca di Serracapriola              | 1829           | 1830             |            |
|    |    |          | Onorato Gaetani dell'Aquila d'Aragona IX Duca di Laurenzana    | 1830           | 1831             |            |
|    |    |          | ??? Duca di Renzano                                            | 1832           | 1833             |            |
|    |    |          | Giuseppe d'Aquino XI Principe di Caramanico                    | 1833           | 1834             |            |
|    |    |          | Giovanni Battista Carafa IX Duca di Noja                       | 1834           | 1835             |            |
|    |    |          | Filippo Malaspina Marchese                                     | 1835           | 1836             |            |
|    |    |          | Vincenzo Carafa Cantelmo Stuart VII Duca di Bruzzano           | 1836           | 1837             |            |
|    |    |          | Gerardo Brancaccio III Principe di Ruffano                     | 1837           | 1838             |            |
|    |    |          | ???                                                            | 1838           | 1840             |            |
|    |    |          | Antonio Sancio                                                 | 1840           | 1841             |            |
|    |    |          | ???                                                            | 1841           | 1857             |            |
|    |    |          | Carlo Cianciulli                                               | 1857           | marzo 1860       |            |
|    |    |          | Giuseppe de' Medici VII Principe d'Ottajano (facente funzioni) | marzo 1860     | 17 luglio 1860   |            |
|    |    |          | Giovanni Cenni                                                 | 17 luglio 1860 | 7 settembre 1860 |            |

## Dittatura di Garibaldi & Luogotenente Generale (1860-1861)
L'11 maggio 1860 Giuseppe Garibaldi con i suoi Mille sbarcò a Marsala (TP), in Sicilia, iniziando di fatto l'invasione e la conquista del Regno delle Due Sicilie, con la cosiddetta Spedizione dei Mille.
Il 14 maggio 1860, aggregandosi ai suoi molti volontari siciliani, venne creata la Milizia Nazionale Siciliana.
Il 14 maggio 1860 a Salemi (TP) venne creato il Governo Dittatoriale della Sicilia ed il 17 maggio 1860 Francesco Crispi venne nominato primo Segretario di Stato, carica che tenne fino al 27 giugno 1860] seguito fino al 18 luglio 1860 da una sede vacante, e dai Prodittatori: Giuseppe Sirtori (18-22 luglio 1860), Agostino Depretis (22 luglio - 14 settembre 1860) e Antonio Mordini (17 settembre - 2 dicembre 1860).
Il 30 maggio 1860 venne presa Palermo, capoluogo regionale e dei Reali Dominii al di là del Faro, formata dalle 7 Provincie siciliane.
Il 2 agosto 1860 venne creato l'Esercito Meridionale.
Il 19 luglio 1860, dopo aver conquistata tutta la Sicilia, sbarcarono in Calabria.
Il 2 settembre 1860, dopo aver conquistata tutta la Calabria, entrarono in Basilicata.
Il 3 settembre 1860, dopo aver conquistata tutta la Basilicata, entrarono in Campania.
La sera del 6 settembre 1860, su consiglio del Direttore di Polizia Liborio Romano, Francesco II di Borbone, Re del Regno delle Due Sicilie, lasciò Napoli a bordo dell'Avviso "Messaggero", accompagnato dalla consorte Maria Sofia di Baviera, giungendo a Gaeta (LT) alle ore 06:00 del 7 settembre 1860, andandosi a fortificare nella sua Cittadella.
Il 7 settembre 1860 Giuseppe Garibaldi entrò a Napoli.
Il 21 settembre 1860 si svolsero le elezioni per il Plebiscito delle Province Napoletane per l'annessione agli Stati del Re di Sardegna.
Il 9 ottobre 1860 da Ancona Vittorio Emanuele II di Savoia, Re di Sardegna, si pose a capo delle truppe della Regia Armata Sarda, che il successivo 15 ottobre 1860 invasero il Regno delle Due Sicilie da nord, entrando in Abruzzo, convergendo verso la Campania e le truppe "irregolari" con a capo Giuseppe Garibaldi.
Il 26 ottobre 1860 Vittorio Emanuele II di Savoia e Giuseppe Garibaldi si incontrarono a Teano (CE), e da quel momento l'iniziativa militare fu completamente in capo alla Regia Armata Sarda.
Il 6 novembre 1860 fu nominato come Luogotenente Generale del Re nelle Provincie Napoletane Luigi Carlo Farini, cui seguirono dal 3 gennaio 1861 al maggio 1861 Eugenio di Savoia Principe di Carignano e dal 15 luglio 1861 al 15 ottobre 1861 il Generale Enrico Cialdini.
L'11 novembre 1860, Camillo Benso, Conte di Cavour, Presidenti del Consiglio dei Ministri del Regno di Sardegna, firmò il Decreto che scioglieva l'Esercito Meridionale.
Il 13 novembre 1860 iniziò l'Assedio di Gaeta.
Il 17 dicembre 1860, con Regio Decreto n° 4498, fu formalizzata l'annessione delle 15 Provincie Napoletane agli Stati del Re di Sardegna.
Il 27 gennaio 1861 si svolsero le Elezioni Politiche che coinvolsero sia gli Stati del Re di Sardegna che tutti i territori conquistati ed annessi con i plebisciti dal 1859 al 1861.
L'11 febbraio 1861 il Francesco II di Borbone, per risparmiare ulteriore sangue, diede mandato al Governatore della Piazzaforte di Gaeta di negoziare la resa, che fu firmata alle ore 18:15 del 13 febbraio 1861 nella Villa Reale dei Borbone delle Due Sicilie (già Villa Caposele, attualmente Villa Rubino, a Formia); alle ore 08:00 del 14 febbraio 1861 le truppe della Regia Armata Sarda entrarono nella Piazzaforte di Gaeta e si raccolsero su Monte Orlando, come previsto dagli accordi di capitolazione, il Re Francesco II di Borbone e la Regina Maria Sofia di Baviera, seguiti da Principi e Ministri, dopo aver ricevuto gli ultimi onori militari dalle truppe del Reale Esercito di Sua Maestà il Re del Regno delle Due Sicilie, schierate sul lungomare di Gaeta e un caloroso saluto dalla popolazione civile sopravvissuta ai bombardamenti, si imbarcarono sulla Nave da Guerra francese "La Mouette" per recarsi in esilio a Roma, ospiti del Papa Pio IX, quando "La Mouette" fu fuori del porto, le batterie d'artiglieria di Gaeta esplosero 20 colpi di cannone come estremo saluto al Re che partiva in esilio.
Il 21 febbraio 1861 pu presentato al nuovo Parlamento (VIII legislatura del Regno d'Italia) un progetto di legge per la proclamazione del nuovo Regno d'Italia.
Solo il 12 marzo 1861 si arrese la Cittadella di Messina (ME) e il 20 marzo 1861 la Fortezza di Civitella del Tronto (TE), ultima roccaforte borbonica.
Il 17 marzo 1861 il XXIV Re di Sardegna, Vittorio Emanuele II di Savoia, proclamò la nascita del Regno d'Italia.

### Intendenti della Provincia di Napoli (1860-1861)
Elenco degli intendenti della Provincia di Napoli.
| Nº | Nº | Ritratto | Nome           | Mandato          | Mandato        | Partito |
| Nº | Nº | Ritratto | Nome           | Inizio           | Fine           | Partito |
| -- | -- | -------- | -------------- | ---------------- | -------------- | ------- |
|    |    |          | Giovanni Cenni | 7 settembre 1860 | 2 gennaio 1861 |         |

### Governatori della Provincia di Napoli (1861-1861)
Elenco dei governatori della Provincia di Napoli.
| Nº | Nº | Ritratto | Nome           | Mandato        | Mandato       | Partito |
| Nº | Nº | Ritratto | Nome           | Inizio         | Fine          | Partito |
| -- | -- | -------- | -------------- | -------------- | ------------- | ------- |
|    |    |          | Giovanni Cenni | 2 gennaio 1861 | 17 marzo 1861 |         |

## Regno d'Italia (1861-1946)

### Governatori della Provincia di Napoli (1861-1861)
Elenco dei governatori della Provincia di Napoli.
| Nº | Nº | Ritratto | Nome                                        | Mandato        | Mandato         | Partito |
| Nº | Nº | Ritratto | Nome                                        | Inizio         | Fine            | Partito |
| -- | -- | -------- | ------------------------------------------- | -------------- | --------------- | ------- |
|    |    |          | Giovanni Cenni                              | 17 marzo 1861  | 24 aprile 1861  |         |
|    |    |          | Rodolfo d'Afflitto VI Duca di Castropignano | 24 aprile 1861 | 12 agosto 1861  |         |
|    |    |          | Giuseppe De Nava (facente funzioni)         | 12 agosto 1861 | 31 ottobre 1861 |         |

### Presidenti del Consiglio provinciale (1861-1928)
Elenco dei presidenti del Consiglio provinciale di Napoli.
| Nº | Nº | Ritratto | Nome                                                              | Mandato          | Mandato          | Partito          |
| Nº | Nº | Ritratto | Nome                                                              | Inizio           | Fine             | Partito          |
| -- | -- | -------- | ----------------------------------------------------------------- | ---------------- | ---------------- | ---------------- |
|    |    |          | Antonio Spinelli Nobile dei Principi di Scalea                    | 2 settembre 1861 | 1863             |                  |
|    |    |          | Francesco Avellino                                                | 1863             | settembre 1863   |                  |
|    |    |          | Paolo Emilio Imbriani                                             | settembre 1863   | marzo 1871       | Sinistra storica |
|    |    |          | Gennaro Sambiase Sanseverino detto (VII nuovo) Duca di San Donato | 1872             | 1887             | Sinistra storica |
|    |    |          | Salvatore Fusco                                                   | 1888             | 1891             | Sinistra storica |
|    |    |          | Alfonso Vastarini Cresi I Marchese di Sant'Antonio                | 1891             | 1891             | Sinistra storica |
|    |    |          | Francesco Girardi                                                 | 1891             | 1892             |                  |
|    |    |          | Gennaro Sambiase Sanseverino detto (VII nuovo) Duca di San Donato | 1892             | 27 ottobre 1901  | Sinistra storica |
|    |    |          | ???                                                               | 27 ottobre 1901  | 1914             |                  |
|    |    |          | Tommaso Senise                                                    | 1914             | 1919             | Sinistra storica |
|    |    |          | Angelo Pezzullo                                                   | 1920             | 25 novembre 1922 |                  |
|    |    |          | Paolino Angrisani                                                 | gennaio 1923     | 1927             |                  |
|    |    |          | ???                                                               | 1927             | 27 dicembre 1928 |                  |

### Presidenti della Deputazione provinciale (1889-1928)
Elenco dei presidenti della Deputazione provinciale di Napoli.
| Nº | Nº | Ritratto | Nome              | Mandato     | Mandato     | Partito                           |
| Nº | Nº | Ritratto | Nome              | Inizio      | Fine        | Partito                           |
| -- | -- | -------- | ----------------- | ----------- | ----------- | --------------------------------- |
|    |    |          | ???               | 1889        | 1920        |                                   |
|    |    |          | Pasquale Liguori  | 1920        | 1920        | Alleanza Democratico Progressista |
|    |    |          | Francesco Visco   | 1920        | giugno 1921 | Partito Liberal Democratico       |
|    |    |          | Salvatore Girardi | giugno 1921 | 1926        | Partito Liberal Democratico       |
|    |    |          | ???               | 1926        | 1928        |                                   |

### Presidi del Rettorato provinciale (1928-1943)
Elenco dei presidi del Rettorato provinciale di Napoli.
| Nº | Nº | Ritratto | Nome                                      | Mandato          | Mandato        | Partito                    |
| Nº | Nº | Ritratto | Nome                                      | Inizio           | Fine           | Partito                    |
| -- | -- | -------- | ----------------------------------------- | ---------------- | -------------- | -------------------------- |
|    |    |          | Nicola Caracciolo XIII Principe di Forino | 27 dicembre 1928 | luglio 1932    | Partito Nazionale Fascista |
|    |    |          | Teodoro Morisani Nobile                   | luglio 1932      | 11 giugno 1936 | Partito Nazionale Fascista |
|    |    |          | Luigi Lojacono                            | 11 giugno 1936   | 1940           | Partito Nazionale Fascista |
|    |    |          | Nicola Caracciolo XIII Principe di Forino | 1940             | settembre 1942 | Partito Nazionale Fascista |
|    |    |          | Salvatore Aurino                          | settembre 1942   | 1943           | Partito Nazionale Fascista |

### Presidenti della Deputazione provinciale (1943-1946)
Elenco dei presidenti della Deputazione provinciale di Napoli.
| Nº | Nº | Ritratto | Nome | Mandato | Mandato | Partito |
| Nº | Nº | Ritratto | Nome | Inizio  | Fine    | Partito |
| -- | -- | -------- | ---- | ------- | ------- | ------- |
|    |    |          | ???  | 1943    | 1946    |         |

## Repubblica Italiana (dal 1946)

### Presidenti della Deputazione provinciale (1943-1952)
Elenco dei presidenti della Deputazione provinciale di Napoli.
| Nº | Nº | Ritratto | Nome             | Mandato         | Mandato        | Partito      |
| Nº | Nº | Ritratto | Nome             | Inizio          | Fine           | Partito      |
| -- | -- | -------- | ---------------- | --------------- | -------------- | ------------ |
|    |    |          | Enrico Altavilla | 2 novembre 1946 | 17 luglio 1952 | Indipendente |

### Presidenti della Provincia (1952-2015)
Elenco dei presidenti della Provincia di Napoli.

#### Eletti dal Consiglio provinciale (1952-1995)
Elenco dei presidenti della Provincia di Napoli eletti dal Consiglio provinciale.
| Nº             | Nº               | Ritratto | Nome                | Mandato          | Mandato        | Partito                     |
| Nº             | Nº               | Ritratto | Nome                | Inizio           | Fine           | Partito                     |
| -------------- | ---------------- | -------- | ------------------- | ---------------- | -------------- | --------------------------- |
|                |                  |          | Enrico Altavilla    | 17 luglio 1952   | 1956           | Indipendente                |
|                |                  |          | Giuseppe Piegari    | 1956             | 1956           | Democrazia Cristiana        |
|                |                  |          | Guglielmo Waschimps | 1956             | 1960           | Democrazia Cristiana        |
|                |                  |          | Antonio Gava        | 1960             | 1964           | Democrazia Cristiana        |
| 1964           | 1969             |          | Antonio Gava        |                  |                | Democrazia Cristiana        |
|                |                  |          | Ciro Cirillo        | 1969             | 1975           | Democrazia Cristiana        |
|                |                  |          | Giuseppe Iacono     | 1975             | 1980           | Partito Socialista Italiano |
|                |                  |          | Giuseppe Balzano    | 1980             | 1984           | Partito Socialista Italiano |
|                |                  |          | Franco Iacono       | 1984             | 1985           | Partito Socialista Italiano |
|                |                  |          | Antonio Somma       | 1985             | 1987           | Democrazia Cristiana        |
|                |                  |          | Salvatore Piccolo   | 1987             | 10 agosto 1990 | Democrazia Cristiana        |
| 10 agosto 1990 | 31 dicembre 1991 |          | Salvatore Piccolo   |                  |                | Democrazia Cristiana        |
|                |                  |          | Franco Zagaroli     | 29 febbraio 1992 | 28 maggio 1993 | Democrazia Cristiana        |
|                |                  |          | Rosa Russo          | 6 luglio 1993    | 24 aprile 1995 | Democrazia Cristiana        |

#### Eletti direttamente dai cittadini (1995-2014)
Elenco dei presidenti della Provincia di Napoli eletti direttamente dai Cittadini.
| Nº             | Ritratto       | Ritratto | Nome                                  | Mandato        | Mandato         | Partito                              | Coalizione | Coalizione                              | Elezione      |
| Nº             | Ritratto       | Ritratto | Nome                                  | Inizio         | Fine            | Partito                              | Coalizione | Coalizione                              | Elezione      |
| -------------- | -------------- | -------- | ------------------------------------- | -------------- | --------------- | ------------------------------------ | ---------- | --------------------------------------- | ------------- |
|                |                |          | Amato Lamberti                        | 7 maggio 1995  | 28 giugno 1999  | Federazione dei Verdi                |            | PDS-PRC-PdD-FdV-FL                      | Elezione 1995 |
| 28 giugno 1999 | 25 giugno 2004 |          | Amato Lamberti                        | L'Ulivo        | Elezione 1999   | Federazione dei Verdi                |            |                                         |               |
|                |                |          | Dino Di Palma                         | 25 giugno 2004 | 8 giugno 2009   | Federazione dei Verdi                |            | PDS-DL-UDEUR-PRC-SDI-FdV-CI-IdV-Civiche | Elezione 2004 |
|                |                |          | Luigi Cesaro                          | 8 giugno 2009  | 18 marzo 2013   | Il Popolo della Libertà              |            | PdL-UdC-MpA-UDEUR-NPSI-Civiche          | Elezione 2009 |
|                |                |          | Antonio Pentangelo (facente funzioni) | 18 marzo 2013  | 1º gennaio 2015 | Il Popolo della Libertà Forza Italia |            | PdL-UdC-MpA-UDEUR-NPSI-Civiche          | Elezione 2009 |

### Sindaci metropolitani (2015-oggi)
Elenco dei Sindaci metropolitani della Città metropolitana di Napoli.
| Nº | Sindaco metropolitano | Sindaco metropolitano | Sindaco metropolitano | Mandato         | Mandato              | Partito                         | Consiglio metropolitano | Conferenza metropolitana |
| Nº | Sindaco metropolitano | Sindaco metropolitano | Sindaco metropolitano | Inizio          | Fine                 | Partito                         | Consiglio metropolitano | Conferenza metropolitana |
| -- | --------------------- | --------------------- | --------------------- | --------------- | -------------------- | ------------------------------- | ----------------------- | ------------------------ |
| 1  |                       |                       | Luigi de Magistris    | 1º gennaio 2015 | 20 giugno 2016       | Italia dei Valori               | 24 seggi                | 92 sindaci               |
| 1  |                       | 20 giugno 2016        | Luigi de Magistris    | 18 ottobre 2021 | Democrazia Autonomia | 24 seggi                        | 92 sindaci              |                          |
| 2  |                       |                       | Gaetano Manfredi      | 18 ottobre 2021 | in carica            | Indipendente di centro-sinistra | 24 seggi                | 92 sindaci               |